# Saint-Laurent-sur-Gorre
Saint-Laurent-sur-Gorre (tiếng Occitan: Sent Laurenç) là một xã của tỉnh Haute-Vienne, thuộc vùng Nouvelle-Aquitaine, miền trung nước Pháp.